# Ulrik Fredriksen
Ulrik Fredriksen (Bergen, 1999. június 17. –) norvég korosztályos válogatott labdarúgó, a Haugesund hátvédje.

## Pályafutása

### Klubcsapatokban
Fredriksen a norvégiai Bergen városában született. 
2014-ben mutatkozott be a Sædalen felnőtt csapatában. A 2016-os szezonban a harmadosztályban szereplő Fyllingsdalen csapatát erősítette. 2017-ben az első osztályú Sogndalhoz igazolt.
2020. január 13-án négyéves szerződést kötött a Haugesund együttesével. Először a 2020. június 17-ei, Brann elleni mérkőzés 90+3. percében Thore Baardsen Pedersen cseréjeként lépett pályára. Első gólját 2020. szeptember 27-én, az Odd ellen 4–4-es döntetlennel zárult találkozón szerezte.

### A válogatottban
2018-ban debütált a norvég U21-es válogatottban. Először 2018. november 20-án, Törökország ellen 3–2-re megnyert barátságos mérkőzésen lépett pályára.

## Statisztikák
2022. október 8. szerint
| Klub      | Szezon   | Osztály     | Bajnokság | Bajnokság | Kupa  | Kupa | Nemzetközi | Nemzetközi | Összesen | Összesen |
| Klub      | Szezon   | Osztály     | Meccs     | Gól       | Meccs | Gól  | Meccs      | Gól        | Meccs    | Gól      |
| --------- | -------- | ----------- | --------- | --------- | ----- | ---- | ---------- | ---------- | -------- | -------- |
| Sogndal   | 2017     | Eliteserien | 16        | 0         | 1     | 0    | —          | —          | 17       | 0        |
| Sogndal   | 2018     | OBOS-ligaen | 29        | 3         | 0     | 0    | —          | —          | 29       | 3        |
| Sogndal   | 2019     | OBOS-ligaen | 27        | 1         | 1     | 0    | —          | —          | 28       | 1        |
| Sogndal   | Összesen | Összesen    | 72        | 4         | 2     | 0    | 0          | 0          | 74       | 4        |
| Haugesund | 2020     | Eliteserien | 22        | 1         | —     | —    | —          | —          | 22       | 1        |
| Haugesund | 2021     | Eliteserien | 27        | 1         | 1     | 1    | —          | —          | 28       | 2        |
| Haugesund | 2022     | Eliteserien | 14        | 0         | 1     | 0    | —          | —          | 15       | 0        |
| Haugesund | Összesen | Összesen    | 63        | 2         | 2     | 1    | 0          | 0          | 65       | 3        |
| Összesen  | Összesen | Összesen    | 135       | 6         | 4     | 1    | 0          | 0          | 139      | 7        |